# Christ ressuscité en gloire
Le Christ ressuscité en gloire est une huile sur panneau (348 × 258 cm de Rosso Fiorentino, réalisé vers 1528-1530 et conservé au Musée diocésain de  Città di Castello. Il représente le Christ ressuscité avec (de gauche à droite) Marie-Madeleine, la Vierge Marie, Sainte Anne et Marie d'Egypte.

## Histoire
Rosso Fiorentino a signé le contrat pour les travaux le 1er juillet 1528 à Città di Castello. Le tableau a été commandé par la Compagnie locale du Corpus Domini. Le contrat stipulait le sujet comme le «Christ ressuscité en gloire avec quatre saints, tous au-dessus de « figures nombreuses et diverses qui signifient, représentent le peuple, avec autant d'anges qu'il [le peintre] peut en caser ».
L'œuvre a été restaurée dans les ateliers de la Fortezza da Basso de l'Opificio delle pietre dure de Florence en 1982.

## Description et style
Au centre se trouve le Christ ressuscité en gloire, flanqué de quatre saints, deux de chaque côté, dans des positions symétriques complémentaires, formant la pyramide de composition traditionnelle. Les plus proches devraient être la Vierge Marie (à gauche) et une Sainte Anne au visage très abîmé ; aux extrémités, la Madeleine vêtue de rouge et Marie d'Égypte. Les saints sont placés sur la toile de fond d'un ciel plombé, dans lequel se détachent les rayons argentés émis par le Christ, dans la position debout typique avec les mains levées.
Dans la partie inférieure, où des zones inachevées sont visibles, sont entassés divers personnages représentant les différentes populations du monde qui ont reçu le message du Christ.